# Robin Li
Robin Li (李彥宏T, 李彦宏S, Lǐ YànhóngP; Yangquan, 17 novembre 1968) è un imprenditore cinese ed è il cofondatore del motore di ricerca più popolare in Cina, Baidu. A giugno 2023, il suo patrimonio netto è stato stimato da Forbes in 8,6 miliardi di dollari (nel 2016 era, sempre secondo Forbes, il 6º uomo più ricco della Cina, con un patrimonio totale di 13,9 miliardi di dollari).

## Biografia
Robin Li ha studiato management alla università di Pechino e alla University di Buffalo, The State University of New York. Nel 2000 ha fondato Baidu assieme ad Eric Xu (徐勇). È stato direttore generale di Baidu dal 2004, sul listino NASDAQ dall'agosto del 2005. Li è stato inoltre sulla lista dei 15 scienziati da tenere d'occhio sulla Asian Scientist Magazine del 15 maggio 2011.
Il 29 agosto del 2014 è stato nominato dal Segretario generale delle Nazioni Unite, Ban Ki-Moon, come co-presidente dell'Independent Expert Advisory Group on Data Revolution for Sustainable Development, assieme ad Enrico Giovannini.